# Cytronelol
Cytronelol – organiczny związek chemiczny z grupy nienasyconych alkoholi alifatycznych zaliczany do monoterpenów, o intensywnym, przyjemnym zapachu, bardzo trudno krystalizuje.
Posiada jedno centrum chiralności i dlatego występuje w formie dwóch enancjomerów. Intensywny zapach posiada tylko jeden z enancjomerów (z konfiguracją absolutną S (+)). Forma lewoskrętna nazywa się rodinolem. Przy małych stężeniach jego zapach kojarzy się z różami i melisą, a przy większych – bardziej przypomina intensywny zapach cytrusowy.
Citronelol występuje powszechnie w olejkach eterycznych wielu roślin, m.in. niektórych gatunków róży, melisy, trawy cytrynowej, liściach cytryny, geranium i pomarańczy.
Jest on masowo stosowany w kompozycjach perfumeryjnych, używanych w kosmetykach, oraz jako dodatek zapachowych do proszków do prania i innych środków czystości.